# 넬슨 록펠러
넬슨 앨드리치 록펠러(영어: Nelson Aldrich Rockefeller, 1908년 7월 8일 ~ 1979년 1월 26일)는 유명한 록펠러 가문의 일원으로 미국의 공화당 정치인, 자선가이자 기업인이었다. 그는 뉴욕주지사 (1959년 ~ 1973년)와 제41대 부통령 (1974년 12월 19일 ~ 1977년 1월 20일)으로서 공화당의 온건파를 이끌었다.
록펠러는 더욱 보수적인 골드워터파 공화당원들과 가끔 자신을 괴롭힌 공화당 정치에 인정 많고 사회적으로 인식하는 관점을 가져왔다. 어떤 방향들에서 그는 틀에 박힌 정치적 틀을 깼다. 그는 자신에 개인적 부유를 이용하는 데 자신이 자유로웠던 사실에 불구하고, 국가에 봉사하는 데 욕망에 이끌렸다. 뉴욕주지사로서 록펠러는 교육, 보건과 주의 건설 프로젝트들 같은 분야들에 증가한 전념과 함께 뉴욕주의 정부에 지출의 뉴딜 수준을 가져왔다.

## 어린 시절
넬슨 록펠러는 1908년 7월 8일 (동시에 자신의 조부의 생일이였다.) 메인주 바하버에서 존 D. 록펠러 주니어의 셋째이자 차남으로 태어났다. 애칭은 록키.(Rocky)
학창 시절의 록펠러는 부족한 독서가이자 학생이었으며 가끔 말을 어리둥절하게 하였고 숫자를 바꾸어 놓았다. 만약 자신이 이후의 세대에 태어났다면 그는 아마 난독증과 진단되었을 것이나 당시 그의 교사들은 그의 학문적 어려움들의 원인을 몰랐다. 록펠러는 자신의 공부에 분투하였으나 다트머스 대학교에서 받아들여지는 데 충분히 열심히 할 수 있었다. 거기서 그는 Psi Upsilon 친목회, 다트머스 합창단과 캐스크 앤드 건틀릿 사회의 회원이었다. 그는 1930년에 졸업하였다.

## 정치 경력

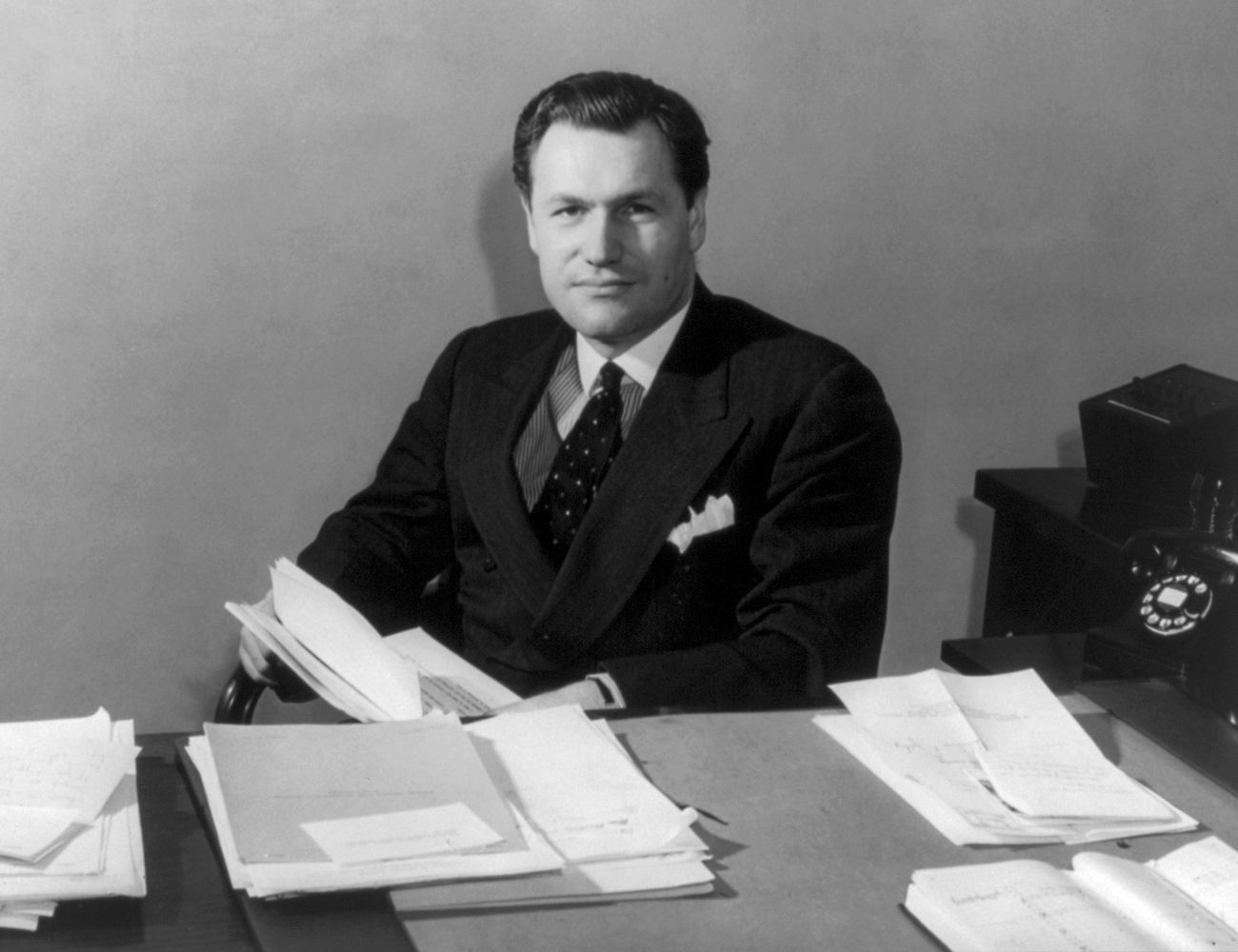
미주 정세국의 조정자 시절 (1940년)

록펠러는 공직에 들어가기 전에 몇몇의 가족 운영 비지니스와 자선 사업에서 한동안 일하였다. 그는 제2차 세계 대전이 일어난 동안 국무 차관이 되어 프랭클린 D. 루스벨트 대통령 아래 라틴아메리카를 위한 반나치 동맹 미주 정세국의 조정자였다. 전쟁 후에 그는 해리 S. 트루먼 대통령의 포인트 포 계획의 일부인 국제 개발 자문 위원회를 지휘하였다.
대통령직으로 동료 공화당원 드와이트 D. 아이젠하워의 선거는 록펠러가 처음 정부 조직에 대통령 자문위원회의 의장으로, 후에 미국 보건교육복지부의 부장관으로 임명된 것을 보았다.
아이젠하워 행정부에서 록펠러의 거대한 성공은 기습 공격의 위험을 줄이는 데 공중 감시로 미국과 소련의 영토들을 개방할 "항공자유권"으로 불린 프로그램을 지지하는 데 대통령을 납득시킨 것이었다. 의미있게 프로그램은 고안되었고, 그러고나서 당시 하버드 대학교의 정치 교수 헨리 키신저에게 제안되었다. 그의 동생 로렌스 외에 키신저는 아마 록펠러의 가장 가까운 친구였다.

### 뉴욕주지사

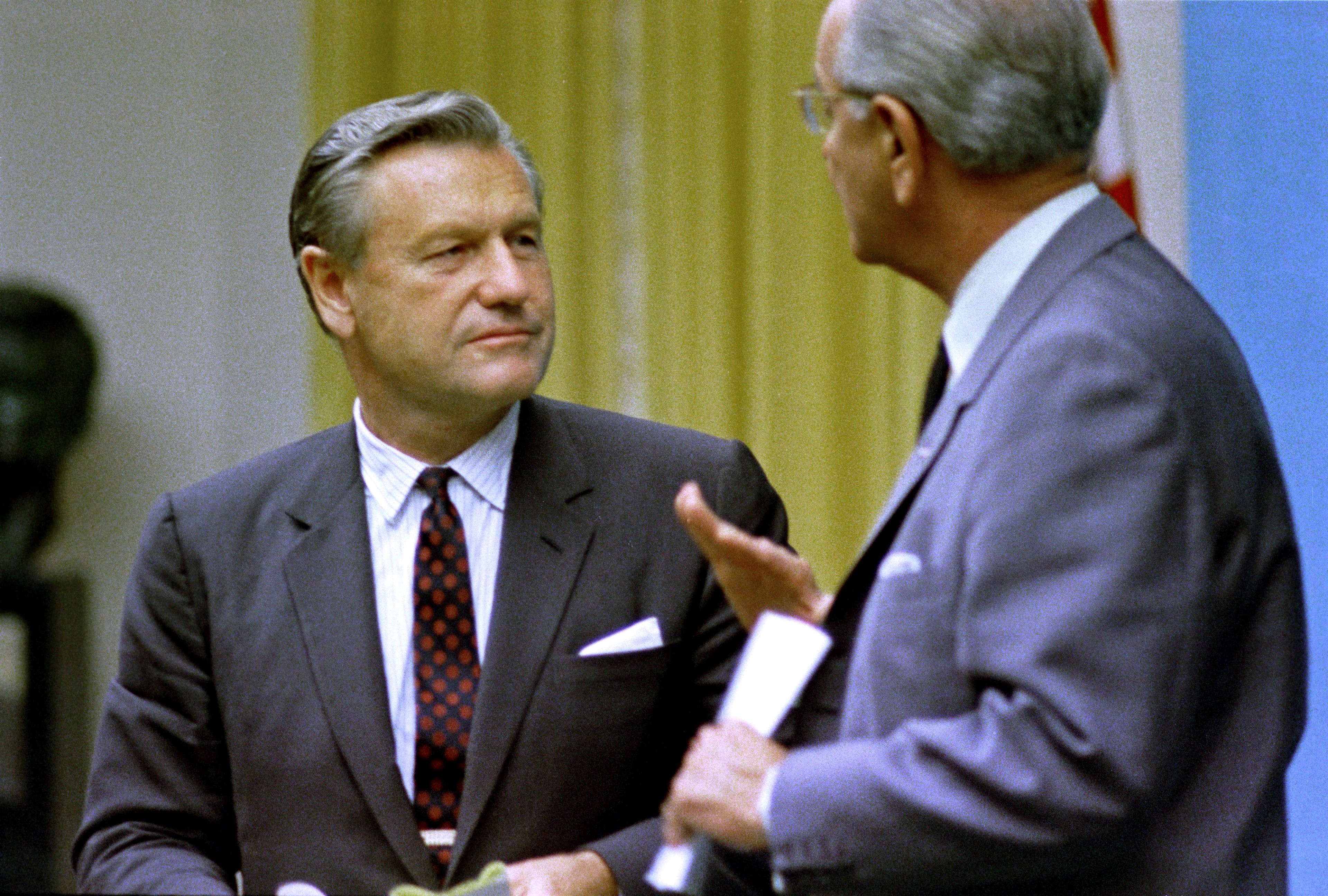
1968년 린든 B. 존슨 대통령과 만나는 록펠러 주지사

록펠러는 자신이 다양한 용량들에 봉사한 뉴욕주의 정치에 집중하는 데 1956년 연방 서비스를 떠났다. 1958년 그는 600,000개 이상의 투표에 의하여 주지사로 선출되었으며 현직 주지사이자 동료 백만 장자 W. 애버렐 해리먼을 꺾어 그해 국가를 통하여 선거에서 압도적인 민주당의 경향을 극복하였다. 록펠러의 사치는 자신의 전임자를 능가하였다.

그의 취임 축하를 위하여 넬슨은 뉴욕의 발레를 주병 부대 본부에서 취임 무도회에 상연하는 데 올버니로 수입하였다.  그가 자신의 상을 받는 데 주도로 여행을 준비하면서 그는 광택이 나는 링컨 리무진을 샀다.  그는 그것에 번호판 '1'을 설치하는 것을 명령하였다.  그의 운전사는 주의 차량부에서 돌아와 '지사님, 차량부는 개인 소유 없는 차는 번호 1을 가질 수 없다고 말합니다.'라고 말하였다.  넬슨은 문제를 보지 않았다.  그는 링컨 리무진을 주에 기증하였고, 관료들은 신속하게 번호 1을 그것에 놓아 주지사에게 차를 지정하였다.

록펠러는 1959년부터 1973년까지 뉴욕주지사를 지냈다. 주지사로서 그는 성공적으로 마약의 소유 혹은 판매 금지에 엄격한 법률의 통과를 확보하였다. "록펠러 마약법"으로 알려진 이 법률들은 1973년 효과가 있었고 아직도 책들에 있다. 그것들은 미국에서 가장 힘든 것들 중에 있었다. 마약에 관계된 범죄에 자신의 힘든 자세에 불구하고, 록펠러는 아직도 공화당의 온건파의 지도자들 중의 하나로 숙고되었고, 대부분의 뉴욕주 공화당 조직들이 사회적 온건파들에 의하여 지배되었을 때 "1960년대와 1970년대의 공화당" 운동의 주요 인물들 중의 하나의 예로서 환호되었다. 다른 공화당원들과 비교하면 록펠러는 특히 지출과 민권 같은 분야들에서 자유적이었고, 비슷한 견해를 공유한 공화당원들은 가끔 "록펠러 공화당원들"로 언급되었다. 자유주의 사회 정책들로 록펠러의 온건함에 응답에서 보수적 뉴욕주 공화당원들은 주의 공화당 조직으로부터 탈퇴하여 뉴욕주 보수당을 형성하였다.
1971년 9월 9일 뉴욕주 애티카에 있는 주립 교도소에서 일어난 폭동의 4일 후에 록펠러는 교도소를 강습하는 데 1,000명의 뉴욕 주립 경찰대와 주군에 명령을 내렸다. 38명의 인질들 중 11명 (대부분 교도관들)을 포함하여 40명 이상이 사망하여 남북 전쟁 이래 미국인들의 단체들 사이에 무력 충돌에서 가장 큰 생명 손실이었다. 사망자들의 대부분은 주군과 주립 경찰대의 총격에 기인되었다. 죄수들은 더욱 나은 상태, 교육과 직업 훈련을 요구하고 있었다. 과거에 록펠러와 함께 종종 음성이 달랐던 많은 보수주의자들을 포함한 그의 성원자들이 법과 질서의 보존으로 그의 행동이 필요하다고 방어했던 동안 상대들은 이 사망자들에 그를 비난하였다.

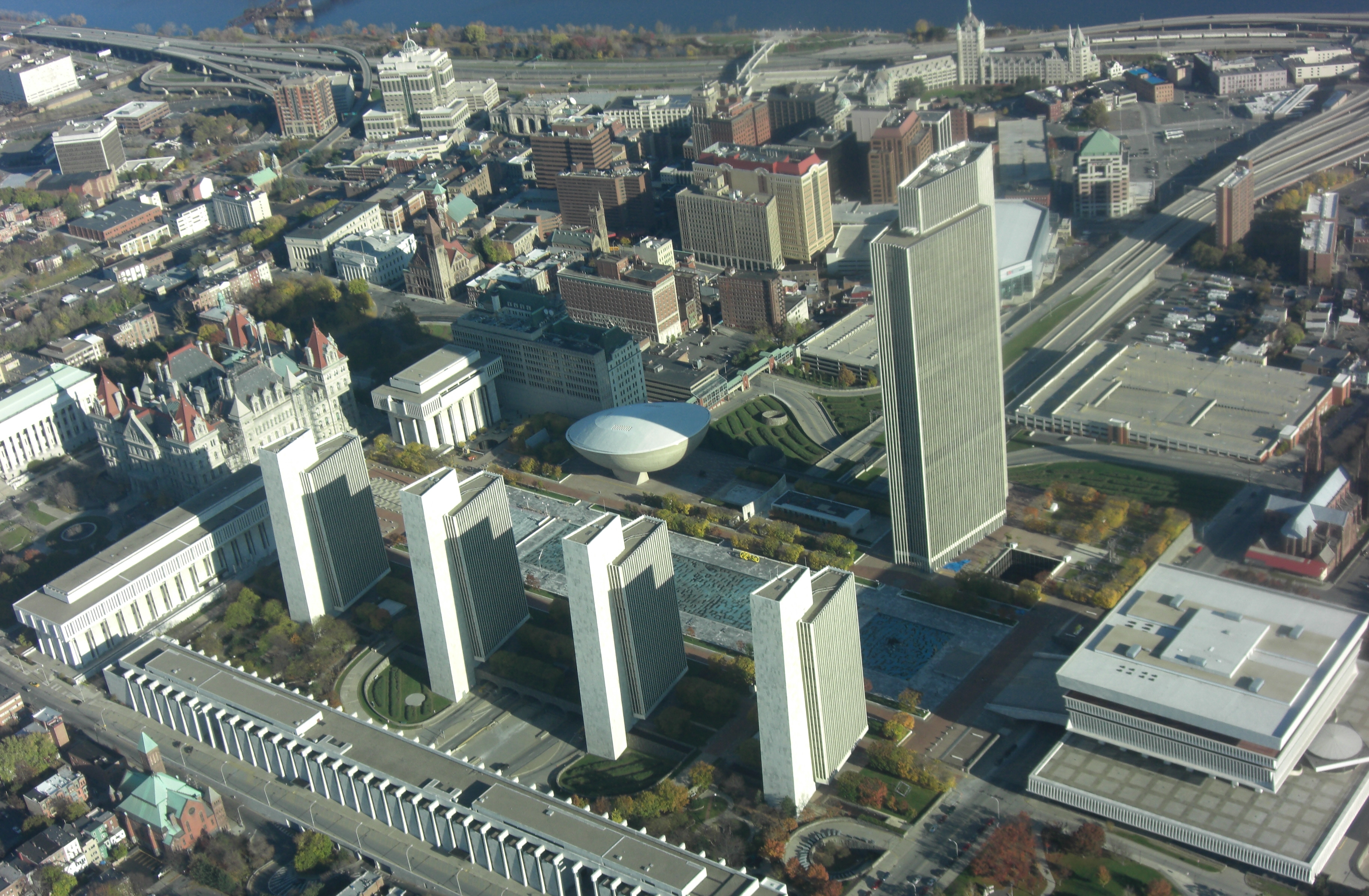
엠파이어 스테이트 플라자

록펠러는 뉴욕주에 심오한 흔적을 남긴 대규모 건축 노력들에 종사하여 너무 많은 그의 비방자들이 그가 "건물 집합체"를 가졌다고 주장하였다. 그는 뉴욕 주립대학교를 미국에서 더욱 큰 공공 고등교육의 제도로 전향시키는 것에 추진력이었다. 그는 그것들에 대학 신분을 수여하는 대가로 뉴욕 커뮤니티와 시티 칼리지에서 수업료 부과를 요청하였다. 그는 또한 뉴욕주에서 도로 교통을 다양하게 향상시킨 롱아일랜드 익스프레스웨이와 인터스테이트 81 같은 많은 주요 고속도로들의 창조 혹은 확장에 지도하기도 하였다. 더욱 많은 저소득층 주택 공급을 창조하는 데 록펠러는 지방 지대 설정을 무효로 하고, 빈곤을 비난하고, 원하는 개발을 수행하는 데 자금 조달 계획을 창조할 수 있던 전례없는 권력의 뉴욕주 도시 개발 법인 (UDC)을 창조하였다. (UDC는 이제 엠파이어 스테이트 개발의 전에 독립적 직업 개발 기관과 더불어 단일체를 형성하는 "엠파이어 스테이트 개발 법인"으로 불린다.)
정부의 초고층 건물과 대광장들의 다양한 캠퍼스로 후에 넬슨 A. 록펠러 엠파이어 스테이트 플라자로 다시 이름이 지어진 2 조 달러의 올버니 사우스몰 같이 록펠러의 대량 건설 프로그램들은 여러 미국의 주 정부에 의하여 여태까지 착수된 가장 비싼 기획이었고, 소방관, 많은 경찰관, 청소부와 교도관들을 포함한 주에서 많은 공무원들을 위한 그의 관대한 연금 프로그램들과 국가에서 가장 높은 최저 임금은 거대하게 주에서 비용과 부채를 증가시켰다. 공익 당국들 (UDC 같이 그중에 어떤 230개는 록펠러 자신에 의하여 존재하게 되었다.)은 채권 발행을 위하여 주민들의 투표의 요구 사항을 피하기 위하여 가끔 채권을 발행하는 데 쓰였으며, 그런 권위 발행 채권들은 만약 그것들이 주에 의하여 직접 발행되었던 것보다 더욱 높은 이자를 낳았다. 주지사로서 자신의 재직 동안 뉴욕주의 예산은 1973년 ~ 74년에 20 억 4 천만 달러에서 8 십 8 억 달러로 올라갔다. 이 일은 어떤 지역들에서 의미 있는 쇠퇴에 있던 주의 경제에 불구하고 일어나 어느 쪽이던 록펠러의 지출 관행은 이 쇠퇴에 공헌했거나 그것이 토론에 논쟁의 대상인 것보다 훨씬 악화되는 것으로부터 그것을 막았다.
록펠러는 또한 뉴욕의 교통 시스템의 관리를 개혁하기도 하였다. 그는 뉴욕 대중 교통 기관을 파산시키고, 그러고나서 1965년 뉴욕 메트로폴리탄 운송 기관을 창조하여 공개 소유의 트라이보러 다리와 터널 당국과 파산 철도들의 대규모 공공 구제 금융에서 개인 소유자들로부터 주에 의하여 매입된 롱아일랜드 철도와 메트로 노스 철도와 함께 뉴욕의 지하철 시스템을 합병하였다. 트라이보러 당국의 장악에 록펠러는 몇몇의 뉴욕주 공공 기본 시설 당국들을 지배한 로버트 모지스를 압도하였다. 뉴욕 메트로폴리탄 운송 기관 아래 더욱 많은 다리, 터널과 고속도로들을 건설하는 데 이전에 이용된 다리와 터널들로부터 징수된 통행료들은 대중 교통 운영들을 성원하는 데 옮겨져 주의 일반 기금으로부터 운전자들에게 비용을 옮겼다.

### 대통령 선거 운동

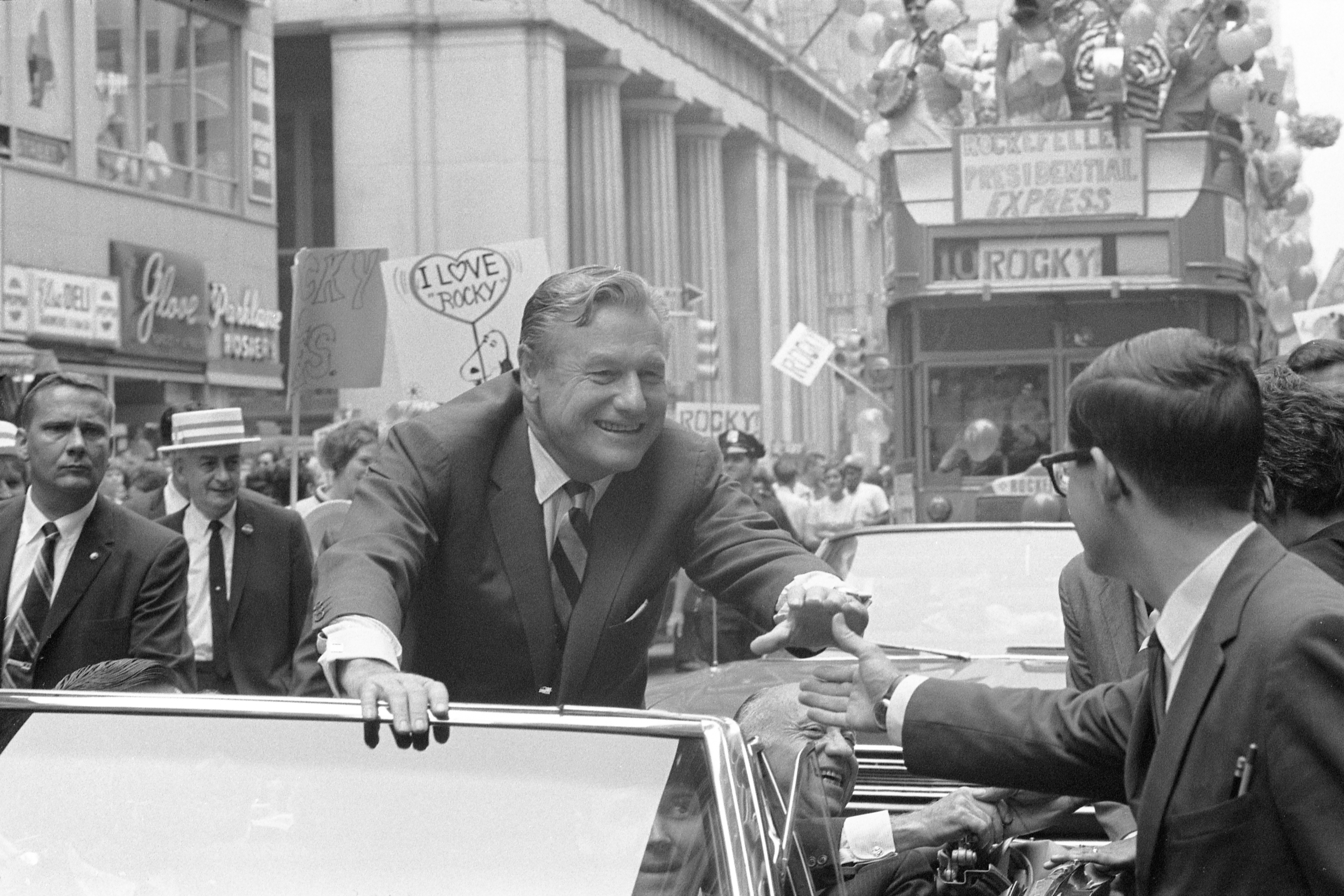
1968년 공화당 대통령 후보 지명을 위한 운동을 벌이는 록펠러

록펠러의 야망은 대통령직이었고, 그는 1960년, 1964년과 1968년 공화당 후보 지명을 이기는 시도들에서 자신 소유의 수백만 달러를 썼다. 1960년 그의 입찰은 투표에서 당시 부통령 리처드 닉슨이 앞서 급증했을 때 너무 일찍 끝났다. 그 운동을 그만 둔 후, 록펠러는 열정적으로 닉슨의 뒤에 자신의 지원을 던졌고, 닉슨의 정강 선언으로 더욱 온건적 자세들을 소개에 자신의 노력들을 집중하였다.
록펠러는 더욱 보수적인 애리조나주의 배리 골드워터를 상대로 1964년 운동을 위하여 선두 주자로 숙고되었다. (닉슨은 1962년 캘리포니아주지사 선거에서 팻 브라운에게 패한 후, 출마하는 데 거절하였다.) 하지만 록펠러의 이혼과 그때까지 다른이들에게 결혼되었던 자신보다 20세 가까이 연하의 여성에게 재혼은 많은이들을 성나게 하였다. 투표들은 록펠러가 캘리포니아주의 예비 선거를 이길 것을 예보하였으나 그는 아주 적은 차이로 패하여 경주에서 나가 골드워터에 양도하였다. 당시 많은 록펠러의 지지자들은 펜실베이니아주지사 윌리엄 스크랜턴에 의하여 이끌어진 "골드워터를 제외한 누구던지" 운동의 뒤에 합쳐졌으나 이 입찰은 1964년 공화당에서 오르는 보수적 형세에 의하여 꺾였다.
1968년 록펠러는 부활한 닉슨에게 다시 패하여 닉슨의 우수한 조직을 압도할 수 없었고, 뉴욕주의 외부에 대부분의 주립 공화당 기구들에 의한 성원과 더욱 온건적 보수주의로 닉슨의 명백한 전환은 골드워터가 증명했듯이 국가 기반에 그를 거부 할 수 없는 것처럼 보이게 하지 않고, 4년 일찍이 많은 골드워터 활동가들에게 그를 받아들일 수 있도록 만들었다. 1968년 경주는 국가 사무직을 위한 록펠러의 마지막 입찰로 증명하였다. 비록 1968년 공화당 전당 대회의 시간이 지나도 닉슨 행정부는 필연적인 결론으로 보였고, 록펠러가 이긴 대표자들의 일부는 운동이 있던 동안 그럼에 불구하고 그를 위하여 투표하였다. 또한 1968년 공화당 전당 대회에서 그의 동생 윈스롭 록펠러는 "좋아하는 아들" 대통령 후보로서 아칸소주의 대표들로부터 후원을 받았고, 그는 아칸소주 대표들의 18개 투표들의 전부를 받았다. 닉슨은 첫 비밀 투표에 후보 지명을 확보하였다.

### 부통령 재임

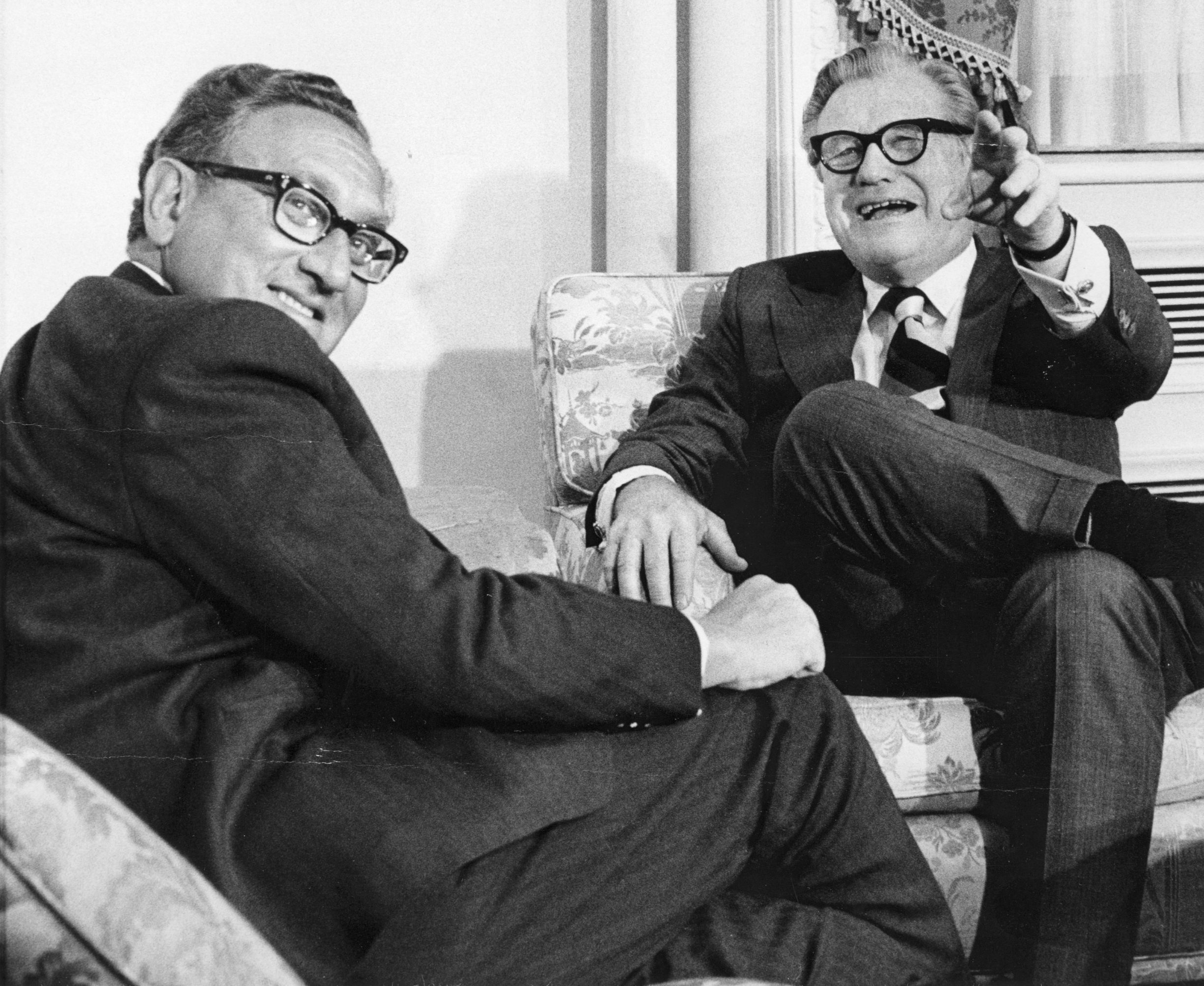
헨리 키신저와 함께 (1975년 1월 3일)

닉슨 대통령의 사임에 이어 후임자 제럴드 포드는 41대 부통령으로 지내는 데 록펠러를 지명하였다. 록펠러는 부통령을 지내는 데 오늘까지 마지막 주지사이다.
록펠러는 의회 청문회들의 일련을 겪었으나 최후적으로 확증되어 1974년 12월 19일 자신의 업무를 시작하였다. 그는 포드 자신이 처음으로서 미국 헌법 수정 제25조 아래 직위로 임명되는 데 2번째 부통령이 되었다.
하지만 한해 적게 후에 1975년 11월 3일 그는 자신이 1976년 부통령직으로 선거를 추구하지 않을 것에 포드 대통령을 통지하여 "그는 매우 어려운 시간에 대통령을 위하여 더욱 어렵게 만드는 당의 싸움에 휘말려지는 데 워싱턴으로 내려오지 않았다 ... "고 말하였다.
록펠러가 부통령이었던 동안 공식적 부통령 관저는 미국 해군 천문대의 마당에 넘버 원 천문 서클에 설립되었다. 이 관저는 이전에 해군작전부장의 저택으로 지내왔으며 이전에 부통령들은 자신들의 비용에 자신들의 저택들을 유지하기 위하여 책임이 있었으나 대규모 전임의 첩보 기관 안전의 필요성은 이 사용자 정의를 계속하기 위해 실행 불가능하게 만들었다. 자신이 거기에 몇몇의 공식적인 연회들을 열었어도 록펠러는 그래도 이미 호화롭고, 안전한 워싱턴 관저를 가졌고, 사실상 전혀 주요 관저로서 그 집에 살지 않았다. 그의 부유는 자신의 기간이 끝난 후에 거기에 남아있는 데 허용하고, 그것들을 이용하는 데 선택하는 아무 이후의 부통령 가족들에게 유효하게 만든 집으로 그를 가구 설비들의 수백만 달러를 줄 수 있도록 하였다.
록펠러의 부통령직은 뉴욕주 빙엄턴에서 대중 연설이 있던 동안 야유에 그의 반응으로 악명 높게 알려졌다. 히피족들의 집단이 널리 유통되는 사진에서 그가 집단에 손가락을 주면서 보복했던 것으로 그를 야유하기 시작하였다. 1976년 선거에서 부통령으로서 록펠러의 뒤를 이으는 데 공화당 후보 지명자가 될 밥 돌 상원이 연설에 있었다. 왜 그가 비슷한 몸짓을 만들지 않은 것으로서 기자에 의하여 의문되었을 때 돌은 "난 나의 오른팔과 문제가 있다."고 응답하여 자신이 제2차 세계 대전에서 자신이 입은 부상으로 그의 오른쪽 마비를 언급하였다.

## 결혼과 자녀
1930년 6월 23일 록펠러는 메리 "토드" 클라크에게 결혼하여 5명의 자녀들 - 메리, 스티븐, 앤, 로드먼과 마이클을 두었다.
넬슨은 그들의 결혼 생활 동안 수많은 사건을 수행하여 1950년대 후반에 마거리타 "해피" 머피로 불린 자신보다 18세의 연하 여성과 깊게 사랑에 빠졌다. 1961년 일찍이 록펠러는 토드와 이혼하고 해피와 결혼하는 데 결정하였다. 그와 그의 두번째 부인은 2명의 아들 - 넬슨 주니어와 마크를 두었고, 1979년 자신의 사망까지 그녀에게 결혼된 것을 유지하였다. 그의 이혼과 이후의 재혼은 아마 1964년 대통령을 위한 공화당 후보 지명을 얻는데 좋지 않는 영향을 끼쳤다.
총 두 번의 결혼으로 슬하 5남 2녀를 두었다. 존 D. 록펠러 주니어의 자녀들 중에서 가장 많은 자녀를 두었다.

## 개인적과 가족의 부유
넬슨 록펠러는 특권적인 인생을 살았다. 1908년 자신의 탄생에 그의 조부의 재산은 9 억 달러로 측정되어 당시 큰 재산이었다. 1934년 넬슨의 부친 존 D. 록펠러 주니어는 각각 4 천만 달러로 측정된 가치에 그의 자식들의 전부를 위하여 신탁 기금을 창조하여 록펠러 가문의 다음 세대를 위하여 매우 최소한 재정 보안을 보증하였다.
넬슨 록펠러의 순자산은 그의 사망 당시에 대략 1조 달러였다. 2004년으로 봐서 포브스 잡지는 전체로 록펠러 가문의 재산은 9조 달러만큼 가치가 있을 수 있다는 것을 측정하였다.

## 예술 수집가
록펠러는 자신의 모친 애비로부터 근대 예술의 취향을 물려 받아 자신의 인생을 통하여 그것을 수집하였다. 그는 뉴욕 현대미술관에서 자신의 모친의 업무를 계속하였고, 자신의 카이컷 맨션의 지하실을 1류 박물관으로 전향시켰다. 자신이 뉴욕 주립대학교의 건설을 감독하고 있던 동안 록펠러는 대학의 퍼체이스 칼리지의 캠퍼스에 자신의 장기적 친구 로이 뉴버거와 함께 합동으로 박물관을 지었다. 필립 존슨에 의하여 디자인된 뉴버거 박물관은 그에 의하여 수집된 몇몇의 그림들을 열었고, 몇명의 화가들을 인기있게 하는 도움을 주었다.

## 사망
1979년 1월 26일 70세의 나이에 록펠러는 뉴욕에서 심근경색으로 사망하였다. 이 일은 그가 연애했던 것으로 보였던 직원 메건 마샥의 회사에서 일어났다. 넬슨 록펠러는 뉴욕주 하츠데일에 있는 펀클리프 묘지에서 화장 되었고, 화장된 겨우 몇 시간 후에 그의 재는 로어 맨해튼에 뿌려졌다.

## 영예
록펠러는 자신의 인생 동안 다수의 상들을 받았다. 특별한 주의는 1960년 프랑스의 레지옹 도뇌르 코망되르 훈장과 1977년 대통령 자유 훈장이다.

## 유산
그의 약점에 불구하고 많은 이들은 록펠러를 칭송하였다. 가까운 친구이자 전 국무장관 헨리 키신저는 "그가 얼마나 위대한 대통령 이었을까요! 어떦게 그가 우리를 고상하게 할까요! 힘과 인류, 결단력과 전망의 얼마나 특별한 조합일까요!"라고 말하였다.
보수적 시사해설자이자 신문업자 윌리엄 러셔는 "그는 사람들의 벼락을 자극하였다. 그것은 함께 말아진 부유, 기회주의, 거만의 조합이었다 ... 확실히, 거기에는 다른 거만한 정치인들, 다른 부유한 정치인들, 다른 기회주의 정치인들이 있다. 그러나 이 하나의 풍모에 당신은 그것들의 멋진 조합을 어디서 얻는가?"라고 말하였다.
록펠러가 대통령이 되는 데 자신 세대의 아무보다 더욱 나았다는 것이 암시되어 왔다. 하지만 대통령직을 이기는 데 자신의 개인적 부유를 이용하는 그의 시도는 실패하였다. 반어적으로 그의 세금과 지출 정책은 이어서 작은 정부를 강조할 공화당보다 민주당과 더욱 연관될 것이었다.
록펠러의 주요 성취는 그의 뉴욕주 대학 제도인 뉴욕 주립 대학교의 대규모 확장이었다. 하지만 뉴욕주지사로 있던 동안 과다 지출을 하였고, 자신이 직무를 떠났을 때 거의 파산으로 남겼다. 그는 자신의 부유와 권력을 과시하기를 사랑하였다. 아직 그는 자신의 개인적 재산에 의하여 강화되는 데 나타나는 자신의 국가를 섬기는 데 욕망을 가졌다. 그는 전혀 일할 필요가 없었고, 자신의 재산을 자신과 자신의 취미들로 썼으나 자신의 국가를 섬기는 데 자신의 특권적인 직위를 이용하기로 원하였다.

## 역대 선거 결과
| 선거명      | 직책명        | 대수 | 정당   | 득표율 | 득표수      | 결과 | 당락                    |
| ----------- | ------------- | ---- | ------ | ------ | ----------- | ---- | ----------------------- |
| 1958년 선거 | 뉴욕 주지사   | 49대 | 공화당 | 54.74% | 3,126,929표 | 1위  | 뉴욕 주지사 당선        |
| 1962년 선거 | 뉴욕 주지사   | 49대 | 공화당 | 53.08% | 3,081,587표 | 1위  | 뉴욕 주지사 당선        |
| 1966년 선거 | 뉴욕 주지사   | 49대 | 공화당 | 44.61% | 2,690,626표 | 1위  | 뉴욕 주지사 당선        |
| 1970년 선거 | 뉴욕 주지사   | 49대 | 공화당 | 52.41% | 3,151,432표 | 1위  | 뉴욕 주지사 당선        |
| 1974년 인준 | 미국의 부통령 | 41대 | 공화당 | 73.63% | 377표       | 1위  | 미국의 부통령 추대 승인 |